# نظارة المنيا
قرية نظارة المنيا هي إحدى القرى التابعة لمركز الرحمانية في محافظة البحيرة في جمهورية مصر العربية. حسب إحصاءات سنة 2006، بلغ إجمالي السكان في نظارة المنيا 5557 نسمة، منهم 2764 رجل و2793 امرأة.